# Gornji Tiškovac
Gornji Tiškovac (szerbül: Горњи Тишковац) szerb falu Bosznia-Hercegovinában, Bihács községben, a Bosznia-hercegovinai Föderáció Una-Szanai kantonjában.

## Fekvése
Bihács központjától légvonalban 64, közúton 147 km-re délkeletre, Drvartól légvonalban 18, közúton 66 km-re délnyugatra fekszik. Trubartól délre, a drvari terület déli részén található, Bosanski Grahovo irányában. Ahhoz, hogy ennek a helynek a lakói eljussanak községük (Bihać) központjába, egy másik község (Drvar) központján kell áthaladniuk és 147 kilométert kell megtenniük.
Gornji Tiškovac Una-Sana kantonhoz tartozik. Tiškovac egykor egy falu volt. Ma három részre oszlik. Két rész közigazgatásilag Bosznia-Hercegovinához, és a daytoni békeszerződés óta azon belül is két különböző kantonhoz tartozik, a harmadik rész pedig már Horvátország területén található. Gornji Tiškovactól néhány kilométerre délre található Donji Tiškovac, amely a 10-es számú kantonhoz tartozik, melynek Livno a székhelye. A Butižnica folyó túlpartján, a szomszédos Horvátországban található Tiškovac Lički falu, amely Zára és Šibenik-Knin megye határán található (amely egyben Lika és Dalmácia határa is ezen a szakaszon). Tiškovac Ličkibe csak Gornji Tiškovacból lehet bemenni.

## Népessége
Lakossága 2013-ban 25 fő volt, teljes egészében szerb etnikumú.
| Nemzetiségi csoport | Népesség 1991 | Népesség 2013 |
| ------------------- | ------------- | ------------- |
| Szerb               | 140           | 25            |
| Bosnyák             | 0             | 0             |
| Horvát              | 0             | 0             |
| Jugoszláv           | 1             | 0             |
| Egyéb               | 0             | 0             |
| Összesen            | 141           | 25            |

## Története
Az 1875-78-as hercegovinai felkelés idején Tiškovac község jelentős csaták színhelye, a Nemzetgyűlés, valamint az Ideiglenes Boszniai Kormány átmeneti székhelye volt. Két nemzetgyűlést is tartottak Tiškovacon, az első nemzetgyűlést 1877-ben a régi naptár szerinti ortodox Mihály-napon, szeptember 29-én, azaz az új naptár szerint október 12-én tartották a Tiškovac községhez tartozó Kravjakban, míg a második nagygyűlést a régi naptár szerint február 23-án, azaz az új naptár szerint március 8-ántartották a falu központjában. A második nemzetgyűlésen Vasa Vidovićtyal a tiškovaci felkelő Golub Babićot választották küldöttnek a berlini kongresszusra (1878) együtt, de a Szerb Fejedelemség nyomására, hogy jelenlétével ne váltson ki haragot az Osztrák–Magyar Monarchiában, végül nem ment el Berlinbe.
1996-ig Tiškovac község közigazgatásilag Drvar községhez tartozott, a délszláv háború alatt pedig a Boszniai Szerb Köztársaság része volt, de később az akkori Bosnyák-Horvát Föderáció hatóságai számos környező szerb faluval együtt Bihács városához csatolták.

## Fordítás
- Ez a szócikk részben vagy egészben  a(z)   Горњи Тишковац című szerb Wikipédia-szócikk ezen változatának fordításán alapul.  Az eredeti cikk szerkesztőit annak laptörténete sorolja fel. Ez a jelzés csupán a megfogalmazás eredetét és a szerzői jogokat jelzi, nem szolgál a cikkben szereplő információk forrásmegjelöléseként.